# Gran Premi dels Estats Units del 1975
Resultats del Gran Premi dels Estats Units de Fórmula 1 de la temporada 1975, disputat al circuit de Watkins Glen el 5 d'octubre del 1975.

## Resultats de la cursa
| Pos | No | Pilot              | Equip             | Voltes | Temps/ Retir.    | Pos. de sort. | Punts |
| --- | -- | ------------------ | ----------------- | ------ | ---------------- | ------------- | ----- |
| 1   | 12 | Niki Lauda         | Ferrari           | 59     | 1h 42' 58. 175   | 1             | 9     |
| 2   | 1  | Emerson Fittipaldi | McLaren - Ford    | 59     | + 4.943 s        | 2             | 6     |
| 3   | 2  | Jochen Mass        | McLaren - Ford    | 59     | + 47.637 s       | 9             | 4     |
| 4   | 24 | James Hunt         | Hesketh - Ford    | 59     | + 49.475 s       | 15            | 3     |
| 5   | 5  | Ronnie Peterson    | Lotus - Ford      | 59     | + 49.986 s       | 14            | 2     |
| 6   | 3  | Jody Scheckter     | Tyrrell - Ford    | 59     | + 50.321 s       | 10            | 1     |
| 7   | 9  | Vittorio Brambilla | March - Ford      | 59     | + 1' 44.031 min. | 6             |       |
| 8   | 10 | Hans Joachim Stuck | March - Ford      | 58     | + 1 Volta        | 13            |       |
| 9   | 28 | John Watson        | Penske - Ford     | 57     | + 2 Voltes       | 12            |       |
| 10  | 30 | Wilson Fittipaldi  | Fittipaldi - Ford | 55     | + 4 Voltes       | 23            |       |
| NC  | 16 | Tom Pryce          | Shadow - Ford     | 52     | No Classificat   | 7             |       |
| NC  | 6  | Brian Henton       | Lotus - Ford      | 49     | No Classificat   | 19            |       |
| Ret | 25 | Brett Lunger       | Hesketh - Ford    | 46     | Accident         | 18            |       |
| Ret | 31 | Roelof Wunderink   | Ensign - Ford     | 41     | Caixa canvi      | 22            |       |
| Ret | 11 | Clay Regazzoni     | Ferrari           | 0      | Retirat          | 11            |       |
| Ret | 17 | Jean-Pierre Jarier | Shadow - Ford     | 19     | Pressió rodes    | 4             |       |
| Ret | 7  | Carlos Reutemann   | Brabham - Ford    | 9      | Motor            | 3             |       |
| Ret | 27 | Mario Andretti     | Parnelli - Ford   | 9      | Suspensions      | 5             |       |
| Ret | 23 | Tony Brise         | Hill - Ford       | 5      | Accident         | 17            |       |
| Ret | 15 | Michel Leclère     | Tyrrell - Ford    | 5      | Motor            | 20            |       |
| Ret | 4  | Patrick Depailler  | Tyrrell - Ford    | 2      | Accident         | 8             |       |
| Ret | 8  | Carlos Pace        | Brabham - Ford    | 2      | Accident         | 16            |       |
| Ret | 21 | Jacques Laffite    | Williams - Ford   | 0      | Problemes físics | 21            |       |
| Ret | 20 | Lella Lombardi     | Williams - Ford   | 0      | Encesa           | 24            |       |

## Altres
- Pole: Niki Lauda 1' 42. 003

- Volta ràpida: Emerson Fittipaldi 1' 43. 374 (a la volta 43)